# Siméon Ier d'Erevan
Siméon Ier d’Erévan ou Erewanc‘i (en arménien Սիմոն Ա Երևանցի ; né à Erevan en 1710, mort à Etchmiadzin le 26 juillet 1780) est  Catholicos de l'Église apostolique arménienne de 1763 à 1780.

## Biographie
Siméon naît à Erevan en 1710. Il intègre le clergé d’Etchmiadzin et devient vartaped en 1747 puis évêque en 1754. Il est ensuite nommé légat auprès du patriarcat arménien de Constantinople puis à Madras aux Indes, où réside une nombreuse communauté arménienne.
Il devient enfin Catholicos en 1763 à une époque où le patriarcat d'Etchmiadzin se trouve inclus dans l’Empire iranien. Dès son élection, il doit combattre  l’influence des missionnaires de l’Église romaine qui, depuis la création de l’Église catholique arménienne en 1740/1742, développaient leur prosélytisme dans la partie de l’Arménie contrôlée par l’Empire ottoman.
Siméon Ier doit, afin de restaurer l'autorité du siège d'Etchmiadzin, réorganiser le séminaire patriarcal afin de former de nouvelles générations de prêtre. Il crée une fabrique de papier et, en 1771, fonde une imprimerie spécifique au catholicossat destinée à diffuser une littérature religieuse traditionnelle pour contrer l’influence des Jésuites.
Le Catholicos entreprend également une réforme liturgique destinée à unifier les rituels en usage dans les différentes régions d'Arménie et de la diaspora. Dans ce contexte, il achève et fait éditer en 1774 pour la première fois l'Ordo (calendrier liturgique, en arménien tonatsouits) de l'Église apostolique arménienne.
Siméon Ier est aussi un intellectuel, historien et théologien, fondateur des archives patriarcales, et il est l'auteur de nombreux ouvrages dont une histoire de l'Église arménienne nommée Tchamper et d'un  recueil d'exercices spirituels intitulé Livre de prières appelé récréation  de l'âme (en arménien Girk aghotits vor kochi zbosaran hogevor) paru en 1771.
Le Catholiocs restaure enfin l’enceinte flanquée de tours du monastère d'Etchmiadzin et il entreprend à l'intérieur de nouvelles constructions autour de l’église cathédrale.
Siméon Ier meurt le 26 juillet 1780 au terme d'un pontificat marqué du sceau du renouveau spirituel. Il est inhumé dans l’église Sourp Gayané d’Etchmiadzin.

## Source
- (en) Kevork B. Bardakjian, A reference guide to modern Armenian literature, 1500-1920, Wayne State University Press, 2000  (ISBN 978-0814327470), « Simeon Erewantsi », p. 91-92 & 503-504.
- (en) Agop Jack Hacikyan (dir.), The Heritage of Armenian Literature, vol. III : From the Eighteenth Century to Modern Times, Détroit, Wayne State University Press, 2005 (ISBN 978-0814332214).